# Tiếng người

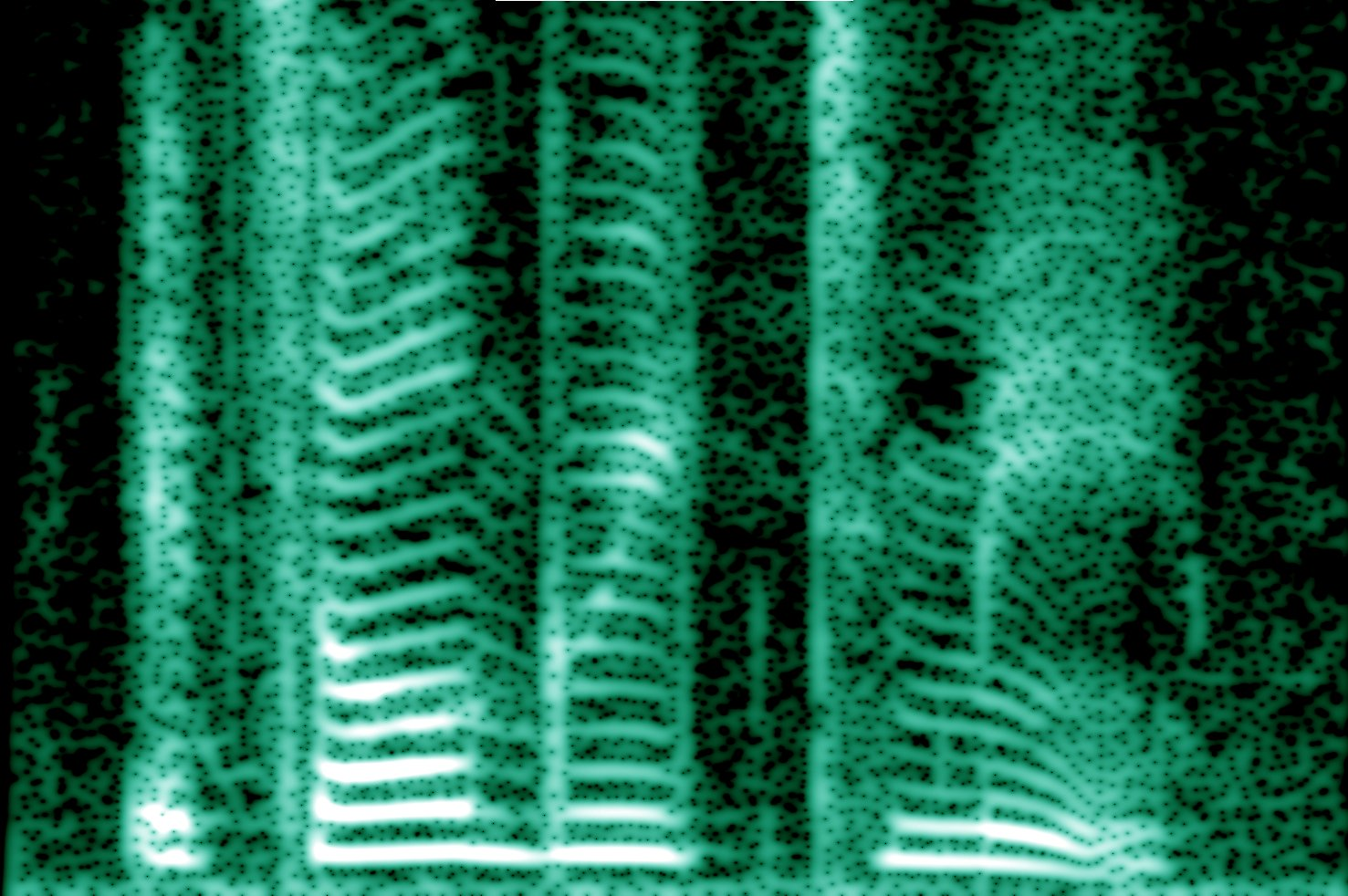
Quang phổ của giọng nói con người cho thấy nội dung hài hòa phong phú của nó.

Tiếng người bao gồm âm thanh được tạo ra bởi một con người sử dụng đường tiếng, bao gồm nói chuyện, hát, cười, khóc hoặc la hét. Tần số tiếng người cụ thể là một phần của sản xuất âm thanh của con người trong đó dây tiếng (dây thanh quản) là nguồn âm thanh chính. (Các cơ chế sản xuất âm thanh khác được tạo ra từ khu vực tổng quát của cơ thể liên quan đến sản xuất âm vô thanh, âm vụt, tiếng huýt sáo và tiếng thì thầm.)